# Alejandro Alfonso
Alejandro Alfonso (Morón, Provincia de Buenos Aires, Argentina, 11 de septiembre de 1989) es un futbolista argentino. Juega de lateral derecho y actualmente se desempeña en el Concepción Fútbol Club del Torneo Federal A de Argentina.

## Trayectoria
Alfonso nació en Morón, pero siempre vivió en Moreno. Ahí empezó a los seis años en el Club Atlético Defensores de Moreno, donde estuvo hasta la edad de nueve años. Jugando para dicho club, enfrentó a Boca Juniors, donde lo vio Ramón Maddoni, quien le ofreció unirse a la institución de La Ribera. En mayo de 2009, Alejandro Alfonso se dio el gusto de su primera convocatoria al primer equipo, para el partido que Boca le ganó 2-1 a Arsenal en la Bombonera. El defensor estuvo en el banco de suplentes con la camiseta 38, pero no ingresó. Uno de los momentos que marcó la carrera de Alfonso en inferiores fue la rotura de ligamentos sufrida en octava división.
Alejandro Alfonso se dio el gusto de vestir los colores de la selección Sub 20, pero no logró jugar el Sudamericano 2009 en Venezuela, bajo la conducción de Sergio Batista.

## Clubes
| Club                  | País      | Año           |
| --------------------- | --------- | ------------- |
| Boca Juniors          | Argentina | 2009-2010     |
| CAI                   | Argentina | 2010-2011     |
| Boca Juniors          | Argentina | 2011          |
| Concepción (cedido)   | Argentina | 2012          |
| San Martín de Tucumán | Argentina | 2013          |
| Ñublense              | Chile     | 2013-2014     |
| Concepción            | Argentina | 2014-Presente |